# Canning Motorsports
Canning Motorsports es una escudería argentina de automovilismo, fundada en 2024. Fue creada como consecuencia de una alianza que derivó en fusión (o reunificación), entre las escuderías JP Carrera y Las Toscas Racing, cuyos propietarios Gustavo Lema y Walter Pérez respectivamente, acordaron trazar a partir de la temporada 2024.
Cómo resultante de la fusión de ambos equipos, esta escudería heredó las plazas que los mencionados equipos poseían en las distintas categorías de la Asociación Corredores de Turismo Carretera, siendo una de las estructuras más importantes en cuanto a presencia en dichas categorías. Su base de operaciones se encuentra en la ciudad de Canning, provincia de Buenos Aires y de la cual toma su nombre.
El equipo fue presentado en sociedad el 24 de mayo de 2024, teniendo su debut el 26 de mayo de 2024, durante la sexta fecha del campeonato de Turismo Carretera, corrida en el Autódromo de Concepción del Uruguay.

## Antecedentes y origen

### JP Carrera
Fundado en 2003 por iniciativa del empresario Gustavo Lema y conocido inicialmente como JP Racing, fue un equipo de automovilismo, que tuvo mayoritariamente participación en las categorías de la Asociación Corredores de Turismo Carretera. Dentro de esta organización, supo conquistar cuatro campeonatos de Turismo Carretera, 1 en la división inferior TC Pista y tres de la división inferior TC Mouras.
En 2009, ingresó a la categoría TC 2000, donde ingresó representando como equipo oficial a la marca Chevrolet. En 2012 y tras un conflicto con el entonces presidente de ACTC, Oscar Aventín, mudó sus actividades al Súper TC 2000, siempre bajo el ala oficial de Chevrolet, a la vez de propiciar la creación de la escudería Las Toscas Racing, siendo esta una escisión del JP.
En 2013 retornó a la órbita de ACTC, cambiando en 2017 su denominación a JP Carrera. Durante esos años, tuvo un breve paso por la Top Race V6, a la vez de formar parte del grupo de equipos que participaron del campeonato inaugural de la TC Pick Up en 2018.

### Las Toscas Racing
Como consecuencia de una disposición reglamentaria de la Asociación Corredores de Turismo Carretera y ante el interés de varios pilotos en competir bajo su estructura, en 2012 Gustavo Lema decide dividir su equipo en tres unidades de trabajo diferenciadas. La primera continuó a su cargo bajo el patrocinio del fabricante de neumáticos Firestone, siendo conocida como Firestone JP Racing. Para la segunda, se suscribió un convenio con el equipo Pro Racing Group, el cual estaba dirigido en ese momento por Edgardo Porfiri y cuya formación tuvo como finalidad la atención de una unidad para Diego Aventín. Finalmente, la tercera unidad de trabajo surgió de un convenio publicitario con los titulares del shopping Las Toscas, motivo por el cual se denominó JP Las Toscas Racing y a cuyo frente fueron puestos los representantes del shopping, Walter Pérez y Sergio Vagnoni.
Tras haber pasado las primeras tres fechas del campeonato 2012, Lema anuncia la salida del JP Racing de todas las divisiones de la ACTC, citando diferencias de criterio con el presidente de la institución Oscar Aventín. Cómo consecuencia de ello, los espacios dejados por el JP fueron asumidos por Pérez y Vagnoni, quienes sobre la base del personal y material dejado por el JP, decidieron crear una nueva escudería a la que dieron en llamar Las Toscas Racing.
Esta escudería continuó compitiendo en las diferentes órbitas de la ACTC, aún después de la reincorporación del JP Racing en 2013. En todo su período de participación en las categorías de ACTC, a pesar de no lograr redondear resultados que le permitiesen cerrar temporadas con algún título, si lograron obtener victorias que en la mayoría de los casos, les permitía estar presentes en la lucha por el campeonato. Finalmente, los tan ansiados títulos llegarían de la mano de su piloto Tobías Martínez, quién se consagró campeón de las divisiones TC Pista Mouras y TC Pista en 2021 y 2023, respectivamente.

### Creación del Canning Motorsports
A fines del año 2023, los propietarios del JP Carrera, Gustavo Lema, y de Las Toscas Racing, Walter Pérez, anunciaron la firma de un acuerdo por el cual ambos equipos llevarían adelante trabajos de cooperación e intercambio, manteniendo sus respectivas independencias durante las actividades en pista. Dicho acuerdo finalmente se tradujo en una fusión (o reunificación) de ambas estructuras, por lo que a partir del 24 de mayo de esa temporada, la escudería pasó a ser conocida como Canning Motorsports.
La creación de esta nueva escudería, supuso la asunción plena por parte de la misma, de las representaciones que tenían el JP Carrera y Las Toscas Racing, en las distintas categorías de la Asociación Corredores de Turismo Carretera. El debut oficial del Canning Motorsports, tuvo lugar durante el fin de semana del 24 al 26 de mayo de 2024, cuando sus pilotos de esa temporada participaron en la sexta fecha de los campeonatos de TC Pista y Turismo Carretera, en el Autódromo de Concepción del Uruguay.

## Participaciones en categorías de ACTC
| Valores    | Turismo Carretera | TC Pista | TC Mouras | TC Pista Mouras | TC Pick Up |
| Temporadas |                   |          |           |                 |            |
| ---------- | ----------------- | -------- | --------- | --------------- | ---------- |
| Temporadas | 2024              | 2024     | 2024      | 2024            | 2024       |

## Marcas representadas y modelos utilizados
| Turismo Carretera | Turismo Carretera    | Turismo Carretera | Turismo Carretera | Turismo Carretera |
| Marcas            | Modelos              | Años              |                   |                   |
| ----------------- | -------------------- | ----------------- | ----------------- | ----------------- |
| Chevrolet         | Chevrolet Chevy      | 2024              |                   |                   |
| Chevrolet         | Chevrolet Camaro ZL1 | 2024              |                   |                   |
| Dodge             | Dodge Cherokee       | 2024              |                   |                   |
| TC Pista          |                      |                   |                   |                   |
| Marcas            | Modelos              | Años              |                   |                   |
| Chevrolet         | Chevrolet Chevy      | 2024              |                   |                   |
| TC Mouras         |                      |                   |                   |                   |
| Marcas            | Modelos              | Años              |                   |                   |
| Chevrolet         | Chevrolet Chevy      | 2024              |                   |                   |
| Dodge             | Dodge Cherokee       | 2024              |                   |                   |
| TC Pista Mouras   |                      |                   |                   |                   |
| Marcas            | Modelos              | Años              |                   |                   |
| Chevrolet         | Chevrolet Chevy      | 2024              |                   |                   |
| TC Pick Up        |                      |                   |                   |                   |
| Marcas            | Modelos              | Años              |                   |                   |
| Chevrolet         | Chevrolet S10        | 2024              |                   |                   |
| Volkswagen        | Volkswagen Amarok    | 2024              |                   |                   |